# Disco (álbum)
Disco é a primeira coletânea musical de remixes do duo britânico Pet Shop Boys lançado em 1986 que inclui versões para seus primeiros singles: "West End Girls", "Suburbia", "Oportunities" e "Love Comes Quickly".
Trás também as inéditas (no Brasil) "Paninaro" (lado B) e "In The Night" (lado B) remixadas. As canções foram remixadas por mestres da dance music mundial como Arthur Baker e Shep Pettibone.
O disco atingiu o nº 95 da Billboard 200.
| Críticas profissionais                                                      | Críticas profissionais |
| Avaliações da crítica                                                       | Avaliações da crítica  |
| Fonte                                                                       | Avaliação              |
| --------------------------------------------------------------------------- | ---------------------- |
| allmusic                                                                    | [ 2 ]                  |
| Robert Christgau                                                            | (B)                    |
| Esta tabela precisa de ser acompanhada por texto em prosa. Consulte o guia. |                        |

## Faixas
1. "In the Night" (Arthur Baker's Extended mix)
2. "Suburbia" (Julian Mendelssohn's Full Horror mix)
3. "Opportunities (Let's Make Lots of Money)" (Versão Latina de Ron Dean Miller e Latin Rascals)
4. "Paninaro" (Mix Italiana de Pet Shop Boys e David Jacob)
5. "Love comes quickly" (Shep Pettibone's Mastermix)
6. "West End girls" (Shep Pettibone's Disco mix)

## Créditos
- Chris Lowe
- Neil Tennant